# (18943) Elaisponton
(18943) Elaisponton est un astéroïde de la ceinture principale d'astéroïdes.

## Description
(18943) Elaisponton est un astéroïde de la ceinture principale d'astéroïdes. Il fut découvert le 25 août 2000 à Socorro (Nouveau-Mexique) par le projet LINEAR. Il présente une orbite caractérisée par un demi-grand axe de 2,40 UA, une excentricité de 0,12 et une inclinaison de 6,4° par rapport à l'écliptique.

## Compléments